# فورد (بنسلفانيا)
فورد (بالإنجليزية: Ford City borough, Pennsylvania)‏ هي مدينة تقع بولاية بنسلفانيا في الولايات المتحدة. تبلغ مساحتها 1.97 كم2، وترتفع عن سطح البحر 242.0112 م، بلغ عدد سكانها 2,991 نسمة في عام 2010 حسب إحصاء مكتب تعداد الولايات المتحدة وتصل الكثافة السكانية فيها 1,518.3 نسمة لكل كيلومتر مربع (3,932.4/ميل2).

## التركيبة السكانية
حدّد مكتب تعداد الولايات المتحدة بيانات التركيبة السكانية لفورد في تعداد الولايات المتحدة. في ما يلي، التركيبة السكانية حسب تعدادي 2000 و2010.

### تعداد عام 2000
بلغ عدد سكان فورد 3,451 نسمة بحسب تعداد عام 2000، وبلغ عدد الأسر 1,580 أسرة وعدد العائلات 935 عائلة مقيمة في المدينة. في حين سجلت الكثافة السكانية 1,751.8 نسمة لكل كيلومتر مربع (4,537.1/ميل2). وبلغ عدد الوحدات السكنية 1,713 وحدة بمتوسط كثافة قدره 869.5 لكل كيلومتر مربع (2,252.0/ميل2).
وتوزع التركيب العرقي للمدينة بنسبة 94.38% من البيض و3.88% من الأمريكيين الأفارقة و0.14% من الأمريكيين الأصليين و0.17% من الأمريكيين ذوي الأصول الآسيوية و0.14% من الأعراق الأخرى و1.27% من عرقين مختلطين أو أكثر و0.75% من الهسبانيون أو اللاتينيون من أي عرق.
بلغ عدد الأسر 1,580 أسرة كانت نسبة 27.3% منها لديها أطفال تحت سن الثامنة عشر تعيش معهم، وبلغت نسبة الأزواج القاطنين مع بعضهم البعض 40.3% من أصل المجموع الكلي للأسر، ونسبة 13.8% من الأسر كان لديها معيلات من الإناث دون وجود شريك، بينما كانت نسبة 5.1% من الأسر لديها معيلون من الذكور دون وجود شريكة وكانت نسبة 40.8% من غير العائلات. تألفت نسبة 37.6% من أصل جميع الأسر من عدة أفراد يعيشون في نفس المنزل ونسبة 21.6% كانت تتألف من شخص يعيش بمفرده يبلغ من العمر 65 عاماً أو أكثر. وبلغ متوسط حجم الأسرة المعيشية 2.17، أما متوسط حجم العائلات فبلغ 2.84.
بلغ العمر الوسطي للسكان 41.8 عاماً. وكانت نسبة 21.8% من القاطنين تحت سن الثامنة عشر، وكانت نسبة 7.3% بين الثامنة عشر والرابعة والعشرين عاماً، ونسبة 25.4% كانت واقعةً في الفئة العمرية ما بين الخامسة والعشرين والرابعة والأربعين عاماً، ونسبة 20.4% كانت ما بين الخامسة والأربعين والرابعة والستين، ونسبة 24.6% كانت ضمن فئة الخامسة والستين عاماً فما فوق. يوجد لكل 100 أنثى 84.4 ذكر، ويوجد لكل 100 أنثى في الثامنة عشر من عمرها فما فوق 81.2 ذكر.
بلغ متوسط دخل الأسرة في المدينة 24,457 دولارًا، أما متوسط دخل العائلة فبلغ 30,843 دولارًا. وكان متوسط دخل الذكور 28,438 دولارًا مقابل 21,919 دولارًا للإناث. وسجل دخل الفرد الخاص بالمدينة 14,318 دولارًا. وكانت نسبة 13.5% من العائلات ونسبة 13.4% من السكان تحت خط الفقر، وكان من هؤلاء نسبة 17.7% تحت سن الثامنة عشر ونسبة 5% في الخامسة والستين من العمر وما فوق.

### تعداد عام 2010
بلغ عدد سكان فورد 2,991 نسمة بحسب تعداد عام 2010، وبلغ عدد الأسر 1,406 أسرة وعدد العائلات 782 عائلة مقيمة في المدينة. في حين سجلت الكثافة السكانية 1,518.3 نسمة لكل كيلومتر مربع (3,932.4/ميل2). وبلغ عدد الوحدات السكنية 1,644 وحدة بمتوسط كثافة قدره 834.5 لكل كيلومتر مربع (2,161.3/ميل2).
وتوزع التركيب العرقي للمدينة بنسبة 95.55% من البيض و2.94% من الأمريكيين الأفارقة و0.10% من الأمريكيين الأصليين و0.07% من الأمريكيين ذوي الأصول الآسيوية و0.17% من الأعراق الأخرى و1.17% من عرقين مختلطين أو أكثر و1.07% من الهسبانيون أو اللاتينيون من أي عرق.
بلغ عدد الأسر 1,406 أسرة كانت نسبة 26.2% منها لديها أطفال تحت سن الثامنة عشر تعيش معهم، وبلغت نسبة الأزواج القاطنين مع بعضهم البعض 34.3% من أصل المجموع الكلي للأسر، ونسبة 16.1% من الأسر كان لديها معيلات من الإناث دون وجود شريك، بينما كانت نسبة 5.3% من الأسر لديها معيلون من الذكور دون وجود شريكة وكانت نسبة 44.4% من غير العائلات. تألفت نسبة 39.5% من أصل جميع الأسر من عدة أفراد يعيشون في نفس المنزل ونسبة 19.3% كانت تتألف من شخص يعيش بمفرده يبلغ من العمر 65 عاماً أو أكثر. وبلغ متوسط حجم الأسرة المعيشية 2.13، أما متوسط حجم العائلات فبلغ 2.80.
بلغ العمر الوسطي للسكان 42.0 عاماً. وكانت نسبة 21.2% من القاطنين تحت سن الثامنة عشر، وكانت نسبة 8% بين الثامنة عشر والرابعة والعشرين عاماً، ونسبة 24.5% كانت واقعةً في الفئة العمرية ما بين الخامسة والعشرين والرابعة والأربعين عاماً، ونسبة 26.4% كانت ما بين الخامسة والأربعين والرابعة والستين، ونسبة 19.9% كانت ضمن فئة الخامسة والستين عاماً فما فوق. وتوزع التركيب الجنسي للسكان بنسبة 46.4% ذكور و53.6% إناث.